# Amazing Grace (película de 2006)
Amazing Grace es una película del 2006 dirigida por Michael Apted y protagonizada por Ioan Gruffudd.

## Sinopsis
Basada en la vida del parlamentario británico William Wilberforce (Ioan Gruffudd), pionero en la lucha contra la esclavitud en el siglo XVIII y líder del movimiento antiesclavista conocido como Secta de Clapham, cuyos ideales lo enfrentaron a algunos de los hombres más poderosos de la época

## Reparto
- Ioan Gruffudd - William Wilberforce
- Romola Garai - Barbara Spooner
- Michael Gambon - Lord Charles Fox
- Albert Finney - John Newton
- Benedict Cumberbatch - William Pitt